# Фейеш, Клара
Клара Фейеш (венг. Fejős Klára, сербохорв. Клара Фејеш / Klara Feješ; 29 января 1921, Будапешт — 12 ноября 1943, Бачка-Паланка) — югославская партизанка еврейского происхождения, участвовавшая в Народно-освободительной войне Югославии; до войны студентка медицины из Воеводины.

## Биография
Родилась 29 января 1921 году в Будапеште в еврейской семье ремесленников. Отец участвовал в революционных событиях в Венгрии, защищал Венгерскую советскую республику и после её подавления бежал в Югославию. Два года проживала с двумя сёстрами в Каниже, затем переехала в Кикинду, где окончила начальную школу и гимназию, после чего поступила на медицинский факультет Белградского университета.
Будучи школьницей, Клара вступила в молодёжное революционное движение, в VI классе стала членом Союза коммунистической молодёжи Югославии. Занималась активной деятельностью в книжной секции, в культурно-просветительских обществах и рабочих синдикатах. Работала в Воеводинской столовой — объединению лучших студентов Воеводины. Участница множества акций и демонстраций, организуемых студенческой молодёжью Белграда. Летом 1940 года посещала курсы марксизма на собрании на Фрушке-горе. В марте 1941 года вошла в редакцию журнала «Омладинац».
После оккупации Югославии странами оси как член Северобанатского окружного комитета СКМЮ, Клара перебралась на работу в Петровград, ставший штабом Воеводинского покраинского комитета КПЮ (позднее и покраинского комитета Союза коммунистической молодёжи). В конце сентября по распоряжению комитета отправляется на работу в Бачку. Как личный секретарь и курьер Светозара «Тозы» Марковича, в течение 1942 года Клара занималась организацией партизанского движения и распространением пропагандистских листовок. Была известна под псевдонимом «Эдеш».
После провала и раскрытия Светозара Марковича в ноябре 1942 года покинула Нови-Сад. С членами партии участвовала в организации сопротивления в Врбасе, Парагах, Силбаше и Бачке-Паланке. Неоднократно отправлялась с партийным заданием в Нови-Сад, стала центральной фигурой молодёжного сопротивления в Бачке. В сентябре 1943 года вошла в областной комитет СКМЮ по Бачке и Баране. Отличалась умением скрываться от полиции и вражеских агентов.
12 ноября 1943 года в Бачке-Паланке Клара Фейеш была обнаружена венгерскими агентами и заблокирована в своём доме. Была убита при попытке ареста. В ходе боя погибли ещё двое партизан: Живко Попович и Душан Видович, чудом ареста избежали три партизанских деятеля: Душан «Влада» Алимпич, Богдан «Црни Джордже» Стоякович и Лепосава «Баба» Андрич (позже они ушли на Фрушку-гору). Фейеш, Попович и Видович были похоронены тайно, осенью 1944 года после освобождения города всех троих перезахоронили у православного храма.
Имя Клары Фейеш ныне носят улица в Воеводине, студенческий дом в Нови-Саде, начальная школа в Кикинде и район в Мужле.